# Lijst van coaches van het Andorrees voetbalelftal (mannen)
Dit is een lijst van bondscoaches van het Andorrees voetbalelftal mannen.

## Bondscoaches
| Naam             | Land van herkomst | Begin periode   | Einde periode    | Prijzen | Opmerkingen/Wijze van vertrek |
| ---------------- | ----------------- | --------------- | ---------------- | ------- | ----------------------------- |
| Isidre Codina    | Spanje            | 10 oktober 1996 | 31 december 1996 |         |                               |
| David Rodrigo    | Spanje            | 1 juli 1999     | 31 januari 2010  |         |                               |
| Albert Viladrich | Spanje            | 1 juli 2017     | 30 juni 2018     |         |                               |
| Koldo Álvarez    | Andorra           | 1 juni 2010     |                  |         |                               |

FAF · A-internationals · Statistieken · Bondscoaches · Andorrees vrouwenelftal · Andorra U21 · Andorra U20 · Andorra U19 · Andorra U18 · Andorra U17 · Andorra U16
1990 – 1999 · 2000 – 2009 · 2010 – 2019 · 2020 − 2029
1996 · 1997 · 1998 · 1999 · 2000 · 2001 · 2002 · 2003 · 2004 · 2005 · 2006 · 2007 · 2008 · 2009 · 2010 · 2011 · 2012 · 2013 · 2014 · 2015 · 2016 · 2017 · 2018 · 2019 · 2020 · 2021 · 2022 · 2023 · 2024
Albanië ·
Armenië ·
Azerbeidzjan ·
België ·
Bolivia ·
Bosnië en Herzegovina ·
Brazilië ·
Bulgarije ·
China ·
Cyprus ·
Engeland ·
Equatoriaal-Guinea ·
Estland ·
Faeröer ·
Finland ·
Frankrijk ·
Gabon ·
Georgië ·
Gibraltar ·
Grenada ·
Hongarije ·
Ierland ·
IJsland ·
Indonesië ·
Israël ·
Kaapverdië ·
Kazachstan ·
Kosovo ·
Kroatië ·
Letland ·
Liechtenstein ·
Litouwen ·
Malta ·
Moldavië ·
Nederland ·
Noord-Ierland ·
Noord-Macedonië ·
Oekraïne ·
Oostenrijk ·
Polen ·
Portugal ·
Qatar ·
Roemenië ·
Rusland ·
Saint Kitts en Nevis ·
San Marino ·
Slowakije ·
Spanje ·
Tsjechië ·
Turkije ·
Verenigde Arabische Emiraten ·
Wales ·
Wit-Rusland ·
Zuid-Afrika ·
Zwitserland